# Aloe jawiyon
Aloe jawiyon é uma espécie de liliopsida do gênero Aloe, pertencente à família Asphodelaceae.